# Wienings
Wienings ist eine Ortschaft und eine Katastralgemeinde der Gemeinde Groß-Siegharts im Bezirk Waidhofen an der Thaya in Niederösterreich mit 95 Einwohnern (Stand 1. Jänner 2024).

## Geografie
Das Dorf wird seitlich von der Landesstraße L8117 gestreift, von der eine Straße in den Ort abzweigt. Der Ort wird vom Wieningsbach entwässert. Am 1. April 2020 umfasste die Ortschaft 51 Adressen.

## Geschichte
Im Jahr 1822 wurde der Ort als Dorf mit 41 Häusern genannt, das nach Groß-Siegharts eingepfarrt war, wohin auch die Kinder eingeschult wurden. Die Herrschaft Weinern besaß die Ortsobrigkeit, übte die Landgerichtsbarkeit aus und besorgte die Konskription. Die Untertanen und Grundholde des Ortes gehörten der Herrschaft Weinern sowie den Pfarren Raabs und Waidhofen.
Laut Adressbuch von Österreich waren im Jahr 1938 in der Ortsgemeinde Wienings zwei Gastwirte, zwei Schmiede, ein Tischler und mehrere Landwirte ansässig. Im Rahmen der Niederösterreichischen Kommunalstrukturverbesserung trat die damalige Ortsgemeinde Wienings per 1. Jänner 1971 der Gemeinde Groß-Siegharts bei.

## Siedlungsentwicklung
Zum Jahreswechsel 1979/1980 befanden sich in der Katastralgemeinde Wienings insgesamt 59 Bauflächen mit 32.124 m² und 89 Gärten auf 41.056 m², 1989/1990 gab es 60 Bauflächen. 1999/2000 war die Zahl der Bauflächen auf 139 angewachsen und 2009/2010 bestanden 65 Gebäude auf 148 Bauflächen.

## Bodennutzung
Die Katastralgemeinde ist landwirtschaftlich geprägt. 226 Hektar wurden zum Jahreswechsel 1979/1980 landwirtschaftlich genutzt und 194 Hektar waren forstwirtschaftlich geführte Waldflächen. 1999/2000 wurde auf 220 Hektar Landwirtschaft betrieben und 200 Hektar waren als forstwirtschaftlich genutzte Flächen ausgewiesen. Ende 2018 waren 216 Hektar als landwirtschaftliche Flächen genutzt und Forstwirtschaft wurde auf 200 Hektar betrieben. Die durchschnittliche Bodenklimazahl von Wienings beträgt 31,8 (Stand 2010).

## Persönlichkeiten
- Martin Litschauer (* 1974), Politiker und  Abgeordneter zum Nationalrat, lebte in Wienings

## Sehenswertes
Das private Kaiser Franz Josef Museum von Friedrich und Evelyn Jares zeigt in über 5000 Exponaten das Leben in der Kaiserzeit.